# Portland (Tennessee)
Portland é uma cidade localizada no estado norte-americano de Tennessee, no Condado de Sumner.

## Demografia
Segundo o censo norte-americano de 2000, a sua população era de 8458 habitantes.
Em 2006, foi estimada uma população de 10.721, um aumento de 2263 (26.8%).

## Geografia
De acordo com o United States Census Bureau tem uma área de
29,6 km², dos quais 29,6 km² cobertos por terra e 0,0 km² cobertos por água. Portland localiza-se a aproximadamente 250 m acima do nível do mar.

## Localidades na vizinhança
O diagrama seguinte representa as localidades num raio de 20 km ao redor de Portland.